# Mattino 4
Mattino 4 è stato un programma televisivo italiano e spin-off di Mattino Cinque (divenuto nel 2020 Mattino Cinque News) di genere talk show, rotocalco, contenitore e costume, andato in onda su Rete 4 e in simulcast su TGcom24 dall'11 marzo 2024 al 23 maggio 2025 con la conduzione di Federica Panicucci e Roberto Poletti. Il programma ha avuto due edizioni e veniva trasmesso in diretta dal lunedì al venerdì dalle ore 10:55 alle 11:55 dallo studio 15 del Centro di produzione Mediaset di Cologno Monzese.

## Il programma
Il programma, nato come spin-off di Mattino Cinque (divenuto nel 2020 Mattino Cinque News) e come rotocalco di approfondimento quotidiano in onda dal lunedì al venerdì nella fascia mattutina di Rete 4, era realizzato dalla testata giornalistica italiana Videonews e trattava le vicende legate all'attualità, alla cronaca, alla politica, all'economia, alla società, con l'ausilio di servizi, della corrispondenza degli inviati e della presenza di ospiti e opinionisti in studio e in collegamento, pronti ad intervenire sulle varie tematiche.

### Studi televisivi
| Studio televisivo                                              | Edizione | Edizione | Totale |
| Studio televisivo                                              | 1ª       | 2ª       | Totale |
| -------------------------------------------------------------- | -------- | -------- | ------ |
| Studio 15 del Centro di produzione Mediaset di Cologno Monzese |          |          | 2      |
| Studio 1 del Centro Safa Palatino, Roma                        |          |          | 1      |

## Edizioni
| Edizione | Anno      | Conduzione         | Conduzione      | Periodo          | Periodo        | Puntate | Regia              | Regia              | Regia              | Studio                                                         | Studio                                                         |
| Edizione | Anno      | Conduzione         | Conduzione      | Inizio           | Fine           | Puntate | Regia              | Regia              | Regia              | Studio                                                         | Studio                                                         |
| -------- | --------- | ------------------ | --------------- | ---------------- | -------------- | ------- | ------------------ | ------------------ | ------------------ | -------------------------------------------------------------- | -------------------------------------------------------------- |
| 1ª       | 2024      | Federica Panicucci | Roberto Poletti | 11 marzo 2024    | 28 giugno 2024 | 79      | Paolo Riccadonna   | Giovanni Barbaro   | Roberta Bellini    | Studio 15 del Centro di produzione Mediaset di Cologno Monzese | Studio 1 del Centro Safa Palatino, Roma                        |
| 2ª       | 2024-2025 | Federica Panicucci | Roberto Poletti | 2 settembre 2024 | 23 maggio 2025 | 176     | Claudio Bozzatello | Lorenzo Annunziata | Lorenzo Annunziata | Studio 15 del Centro di produzione Mediaset di Cologno Monzese | Studio 15 del Centro di produzione Mediaset di Cologno Monzese |

### Prima edizione (2024)
La prima edizione di Mattino 4, con la conduzione di Federica Panicucci e Roberto Poletti, è andata in onda dall'11 marzo al 28 giugno 2024, dal lunedì al venerdì dalle ore 10:55 alle 11:55, in diretta dallo studio 15 del Centro di produzione Mediaset di Cologno Monzese (ad eccezione dal 24 al 28 giugno 2024, in cui il programma continuava ad andare in onda da questo studio con la conduzione di Federica Panicucci, mentre Roberto Poletti conduceva il programma in collegamento dallo studio 1 del Centro Safa Palatino di Roma a causa dell'impegno nella conduzione del programma 4 di sera). In questa edizione la regia è stata affidata a Paolo Riccadonna (sostituito da Giovanni Barbaro il 6 e il 7 giugno 2024 e da Roberta Bellini il 10 e dal 12 al 14 giugno 2024). È stato attivo anche il numero WhatsApp, in cui i telespettatori potevano interagire con i conduttori nel corso della diretta. Per i giorni festivi, rispettivamente il 25, il 26 aprile e il 1º maggio 2024, il programma ha assunto il titolo di Mattino 4 Live.

### Seconda edizione (2024-2025)
La seconda edizione di Mattino 4, con la conduzione di Federica Panicucci e Roberto Poletti, è andata in onda dal 2 settembre 2024 al 23 maggio 2025, dal lunedì al venerdì dalle ore 10:55 alle 11:55, in diretta dallo studio 15 del Centro di produzione Mediaset di Cologno Monzese. Come nell'edizione precedente, anche in questa è attivo il numero WhatsApp, in cui i telespettatori possono interagire con i conduttori nel corso della diretta. Tra le novità di questa edizione vi è stato l'arrivo del nuovo regista Claudio Bozzatello (sostituito da Lorenzo Annunziata dal 7 al 10 gennaio 2025). In questa edizione il programma è andato in onda fino al 20 dicembre 2024, per poi tornare dopo la pausa natalizia dal 7 gennaio al 23 maggio 2025.

## Speciali
| Puntata | Anno | Conduzione         | Conduzione      | Titolo         | Messa in onda  | Argomenti della puntata        | Orario      | Programmazione | Programmazione | Programmazione | Programmazione | Programmazione | Programmazione | Programmazione | Collocazione | Ascolti        | Ascolti | Ascolti |
| Puntata | Anno | Conduzione         | Conduzione      | Titolo         | Messa in onda  | Argomenti della puntata        | Orario      | L              | M              | M              | G              | V              | S              | D              | Collocazione | Telespettatori | Share   | Fonte   |
| ------- | ---- | ------------------ | --------------- | -------------- | -------------- | ------------------------------ | ----------- | -------------- | -------------- | -------------- | -------------- | -------------- | -------------- | -------------- | ------------ | -------------- | ------- | ------- |
| 1       | 2024 | Federica Panicucci | Roberto Poletti | Mattino 4 Live | 25 aprile 2024 | Anniversario della liberazione | 10:55-11:55 |                |                |                |                |                |                |                | Day-time     | 296 000        | 4,09%   | [ 11 ]  |
| 2       | 2024 | Federica Panicucci | Roberto Poletti | Mattino 4 Live | 26 aprile 2024 | Anniversario della liberazione | 10:55-11:55 |                |                | 267 000        | 4,72%          | [ 12 ]         |                |                | Day-time     |                |         |         |
| 3       | 2024 | Federica Panicucci | Roberto Poletti | Mattino 4 Live | 1º maggio 2024 | Festa dei lavoratori           | 10:55-11:55 |                |                | 333 000        | 4,50%          | [ 13 ]         |                |                | Day-time     |                |         |         |

## Audience
| Edizione | Rete televisiva | Rete televisiva | Anno      | Stagione         | Orario      | Durata | Programmazione | Programmazione | Programmazione | Programmazione | Programmazione | Programmazione | Programmazione | Collocazione | Media auditel  | Media auditel |
| Edizione | Locale          | Simulcast       | Anno      | Stagione         | Orario      | Durata | L              | M              | M              | G              | V              | S              | D              | Collocazione | Telespettatori | Share         |
| -------- | --------------- | --------------- | --------- | ---------------- | ----------- | ------ | -------------- | -------------- | -------------- | -------------- | -------------- | -------------- | -------------- | ------------ | -------------- | ------------- |
| 1ª       | Rete 4          | TGcom24         | 2024      | inverno-estate   | 10:55-11:55 | 60 min |                |                |                |                |                |                |                | Day-time     | 402 000        | 4,80%         |
| 2ª       | Rete 4          | TGcom24         | 2024-2025 | estate-primavera | 10:55-11:55 | 60 min |                |                |                |                |                |                |                | Day-time     |                |               |

## Ospiti e opinionisti ricorrenti
Ci sono stati vari opinionisti, che discutevano argomenti di attualità, cronaca, società, politica, spettacolo e costume, tra cui gli opinionisti ricorrenti principali sono stati: Antonio Caprarica, Flavia Vento, Raffaello Tonon, Federico Gatti, Francesco Chiofalo, Matteo Bassetti, Patrizia Groppelli.